# Stenocarpus sinuatus
Stenocarpus sinuatus là một loài thực vật có hoa trong họ Quắn hoa. Loài này được (A. Cunn.) Endl. miêu tả khoa học đầu tiên năm 1848. Phạm vi phân bố tự nhiên trong các loại rừng khác nhau từ các sông Nambucca (30 ° S) trong New South Wales cho đến cao nguyên Atherton (17 ° S) trong nhiệt đới Queensland. Tuy nhiên, Stenocarpus sinuatus được trồng rộng rãi để làm cây cảnh trong các tiểu bang khác của Úc và nhiều nơi khác nhau trên thế giới.